# Dusona amurator
Dusona amurator är en stekelart som beskrevs av Hinz 1985. Dusona amurator ingår i släktet Dusona och familjen brokparasitsteklar. Inga underarter finns listade i Catalogue of Life.